# Каленкович Віталій Олегович
Віталій Олегович Каленкович (рос. Виталий Олегович Каленкович; нар. 3 березня 1993, Калінінград, Росія) — російський футболіст, захисник та півзахисник.

## Життєпис
Народився 3 березня 1993 року в Калінінграді і є вихованцем місцевої СДЮСШОР-5. У 2012 році підписав перший контракт із «Балтикою», за яку дебютував 2 травня того ж року у матчі проти хабарівської «СКА-Енергії». 18 лютого 2016 року футболіст, який відіграв уже понад 100 матчів за «Балтику», перейшов до клубу Прем'єр-ліги «Крила Рад», з яким підписав контракт на півроку. У складі «Крил» гравець провів 5 матчів у молодіжній першості, а також багато разів включався в заявку на матчі основної команди, проте на поле не виходив. Після закінчення сезону покинув клуб вільним агентом і вже 1 липня 2016 року повернувся до «Балтики», з якою підписав дворічний контракт. У 2019 році перейшов у «Том», де провів півтора сезони та зіграв 19 матчів у ФНЛ. 19 жовтня 2020 року гравець розірвав контракт із клубом за взаємною згодою сторін.
13 лютого 2021 року підписав контракт із естонським клубом «Нарва-Транс». Свій перший матч за новий клуб провів 10 березня в 1/4 фіналу Кубку Естонії проти «Калева» (2:1), у якому відзначився дублем та вивів команду до півфіналу. 14 березня дебютував у чемпіонаті Естонії, відіграв увесь матч проти «Пайде». 12 листопада ще до закінчення сезону разом з іншими російськими легіонерами Михайлом Бєловим, Микитою Загребельним та таджиком Табрезі Давлатміром залишив команду після закінчення терміну дії робочої візи.
2022 року перейшов до «Салюту» з Бєлгорода.